# Carex erythrorrhiza
Carex erythrorrhiza är en halvgräsart som beskrevs av Johann Otto Boeckeler. Carex erythrorrhiza ingår i släktet starrar, och familjen halvgräs. IUCN kategoriserar arten globalt som livskraftig. Inga underarter finns listade i Catalogue of Life.